# HD24147
HD24147 — хімічно пекулярна зоря спектрального класу A5, що має видиму зоряну величину в смузі V приблизно  8,4.
Вона  розташована на відстані близько 638,3 світлових років від Сонця.